# Dinheiro de emergência
Dinheiro de emergência é todo o meio utilizado como substituto da moeda oficial emitida por órgão público regulador. A moeda é a unidade representativa de valor, aceita como instrumento de troca. É parte integrante da sociedade, controla, interage e participa dela, independentemente da cultura. O desenvolvimento e a ampliação das bases comerciais fizeram do dinheiro uma necessidade. Sejam quais forem os meios de troca, sempre se tenta basear em um valor qualquer para avaliar outro.
Em épocas de escassez de meio circulante, a sociedade procura formas de contornar o problema, o importante é não perder o poder de compra. Cupons, passes, recibos, cheques, vales, notas comerciais entre outros podem substituir o dinheiro governamental.

## Histórico
A escassez de dinheiro já criou fatos inusitados, porém uma peculiar saída encontrada para a falta de dinheiro corrente existiu na Europa central, em especial na Alemanha e Áustria, durante e após a Primeira Grande Guerra. E ficou conhecida na sua abrangência pelo nome em alemão Notgeld ou traduzido literalmente dinheiro de emergência.

## Brasil

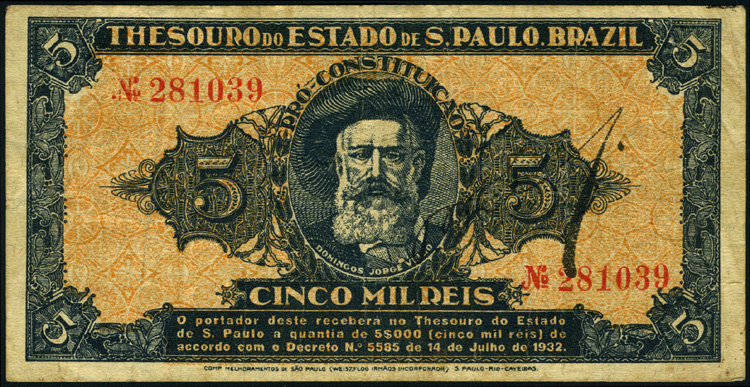
5 Mil-Réis do Tesouro do Estado de São Paulo de 1932

O Brasil vivencia diariamente diversas formas de dinheiro de emergência, desde os passes de transporte públicos vendidos nas esquinas de qualquer cidade aos vales alimentação e refeição, que também são comercializados.
Historicamente Dinheiro de emergência foram emitidos: (1)durante o período imperial da Guerra do Paraguai;(2)na crise denominada "Encilhamento" (1889-1891);(3)em São Paulo, durante a Revolução Constitucionalista de 1932; (4)no chamado pelos estudiosos de Econometria, "Saneamento Hiper-inflacionário", no período de 1964-1967( da chamada "Inflação - Inercial"); e recentemente:(5)no período da chamada pelos estudiosos de Econometria, o da "Inflação - Galopante (Crescente) - Hiperbólica", compreendido o período entre o Plano Cruzado (1986) e o Plano Real (1996), o da "Estabilização - econômica, do Crescente". Diversas obras foram escritas sobre esses fatos que os comprovam, bem como também os acervos em museus numismáticos brasileiros.

## A Grande Depressão, Dinheiro de Emergência
O "Emergency Banking Act of 1933" foi uma legislação que tentou restaurar a fé no dólar americano após a grande depressão. A política criou a "Federal Deposit Insurance Corporation", uma entidade governamental que assegurava até 2.500 dólares de depósitos sem nenhum custo. Essa tendência de garantir depósitos bancários seria posteriormente adotada na comunidade internacional, tornando o seguro de depósito bancário comum em muitos países. A legislação fechou todos os bancos por quatro dias para que uma fiscalização do governo ocorresse. Isso também impediu a venda de ativos financeiros que reduziu significativamente o impacto da grande depressão nos mercados financeiros. Devido à recessão, os americanos perderam a confiança no sistema bancário e começaram a retirar seu dinheiro de instituições financeiras. Isso era um grande problema porque os bancos dependiam de reservas bancárias para poder emprestar dinheiro. Com as retiradas de dinheiro do sistema bancário, o sistema falhou devido à falta de crédito na economia. Isso afetaria drasticamente os gastos do consumidor e os gastos com investimentos nos Estados Unidos. A solução para esse problema foi aumentar a oferta de dinheiro imprimindo notas de emergência do Federal Reserve Bank e fazendo com que as pessoas depositassem novamente ⅔ de seu dinheiro em bancos. 
O "Ato Bancário de Emergência de 1933" foi escrito e votado no congresso Americano em 9 de março de 1933. Vários congressistas nem tiveram a chance de ler a legislação. Além do fechamento bancário de quatro dias, a legislação também incluiu o seguinte -
- O Título I expandiu a autoridade presidencial durante uma crise bancária, incluindo a aprovação retroativa do feriado bancário e a regulamentação de todas as funções bancárias, incluindo “quaisquer transações em moeda estrangeira, transferências de crédito entre ou pagamentos por instituições bancárias, conforme definido pelo Presidente, e exportação, entesouramento, derretimento ou marcação de moedas de ouro ou prata”.
- O Título II deu ao controlador da moeda o poder de restringir as operações de um banco com ativos depreciados e nomear um conservador, que “se apoderará dos livros, registros e ativos de toda descrição desse banco e tomará tal ação conforme possa ser necessário para conservar os ativos de tal banco até a disposição de seus negócios.”
- O Título III permitia ao secretário do Tesouro determinar se um banco precisava de fundos adicionais para operar e “com a aprovação do Presidente solicitar à Reconstruction Finance Corporation que subscrevesse as ações preferenciais de tal associação, banco estatal ou sociedade fiduciária, ou fizesse empréstimos garantidos por tais ações como garantia.”
- O Título IV deu ao Federal Reserve a flexibilidade de emitir moeda de emergência – Federal Reserve Bank Notes – lastreada por quaisquer ativos de um banco comercial.
- O Título V tornou a legislação imediata.